# Diploglottis diphyllostegia
Diploglottis diphyllostegia là một loài thực vật có hoa trong họ Bồ hòn. Loài này được (F.Muell.) F.M.Bailey mô tả khoa học đầu tiên năm 1886.